# Leonora dos Sete Mares
Pour plus de détails, voir Fiche technique et Distribution.
Leonora dos Sete Mares est un film brésilien réalisé par Carlos Hugo Christensen, sorti en 1955.

## Synopsis
Un grand mystère entoure Leonora. Un étranger arrive de Buenos Aires à sa recherche et dit l'y avoir rencontrée. Amoureux, il devient plonge dans le désespoir quand on lui annonce sa mort. Celui-ci n'y croit pas et commence à chercher Leonora.

## Fiche technique
- Titre : Leonora dos Sete Mares
- Réalisation : Carlos Hugo Christensen
- Scénario : Carlos Hugo Christensen et Pedro Bloch d'après sa pièce de théâtre[1]
- Musique : Guerra Peixe et Enrico Simonetti
- Photographie : Mario Pagés
- Montage : José Cañizares
- Production : Roberto Acácio
- Société de production : Artistas Associados, Cinematográfica Maristela, Maristela Filmes et Unifilme Cinematográfica
- Pays :  Brésil
- Genre : Drame
- Durée : 110 minutes
- Dates de sortie : 
  -  Brésil : 1955

## Distribution
- Sadi Cabral
- Wilza Carla
- Annie Carol
- Edgar Cassitas
- Miro Cerni
- Arturo de Córdova
- Sérgio de Oliveira
- Modesto De Souza
- Moacyr Deriquém
- Bibi Ferreira
- Claudiano Filho
- Jardel Filho
- Susana Freyre
- Heloísa Helena
- Labanca
- Anilza Leoni
- Armando Louzada
- Oswaldo Louzada
- Rodolfo Mayer
- Arnaldo Montel
- Paulo Montel
- Henriette Morineau
- Elza Mumme
- Sara Nobre
- Adriano Reys
- Maria Luiza Splendore
- Afonso Stuart
- Solano Trindade

## Distinctions
Le film a gagné deux Prêmio Governador do Estado (meilleur réalisateur et meilleure musique) ainsi que trois Prêmio Saci (meilleur producteur, meilleurs décors, meilleur montage).